# Cristóbal López de Valladolid
Cristóbal López de Valladolid, en religió Cristóbal de Santa Catalina (Mèrida, província de Badajoz, 25 de juliol de 1638 - Còrdova, Andalusia, 24 de juliol de 1690), fou un sacerdot franciscà, fundador de les congregacions dels Hospitalers de Jesús Natzarè i les Hospitaleres de Jesús Natzarè. És venerat com a beat per l'Església Catòlica i popularment es coneix com a Padre Cristóbal.
Fill de pagesos pobres, se'n sap poc de la seva infantesa i joventut. Nasqué a Mérida, a l'actual número 8 del carrer Baños, en 1638, i fou batejat a Santa Eulalia. Als set o vuit anys va escapar-se i volgué entrar en un convent de la rodalia de Mérida, però un frare el tornà a casa seva. Fou escolà i treballà com a infermer en un hospital de l'orde de Sant Joan de Déu.
El 10 de març de 1663 s'ordenà prevere a Badajoz. Fou sacerdot a Mérida, continuant treballant ajudant malalts a l'hospital. Fou nomenat capellà d'un regiment de l'exèrcit, el Tercio de Castilla, que lluità a Portugal. Mentre hi era, emmalaltí greument, però, i tornà a Mérida a la seva casa pairal.
En restablir-se, en 1667 es retirà a fer vida eremítica a la serralada propera a Còrdova, a El Bañuelo. Atret per l'espiritualitat franciscana, en 1671 es va fer terciari franciscà i fundà l'ermitori de San Francisco y San Diego de Villaviciosa, adoptant el nom de Cristòfor de Santa Caterina. Altres eremites se li uniren i s'hi constituí la Congregación de Ermitaños de San Francisco y San Diego.
Mentre predicava per Còrdova, s'adonà del gran nombre de malalts sense recursos que hi havia. L'11 de febrer de 1673, a la Casa de Jesús (petita ermita de la Confraria de Jesús Natzarè, amb un petit hospital de sis llits) funda l'Hospitalidad Franciscana de Nuestro Padre Jesús Nazareno, posant-hi a les portes el lema: Mi providencia y tu fe tendrán esta casa en pie. La confraria va cedir-li l'edifici i el nomenà confrare, i el bisbe l'obligà a deixar l'hàbit franciscà i viure com a sacerdot secular.
Va rebre el suport i l'ajut material d'homes i dones de la ciutat, i alguns hi treballen com a voluntaris: mentre les dones s'ocupen de les malaltes i els infants, els homes atenen els homes malalts i demanen almoina als carrers, per mantenir l'hospital. Cristóbal es consagrà a l'hospital i a l'atenció dels malalts pobres, especialment ancianes i malaltes. Per consolidar la tasca feta, creà dues congregacions que tindrien cura dels malalts, una de masculina i una altra de femenina: els Germans Hospitalers de Jesús Natzarè i les Germanes Hospitaleres de Jesús Natzarè. N'escrigué les constitucions i reglament, que foren publicats en 1740, amb redacció de José Capilla, successor del fundador en l'administració de la institució. Foren aprovades per Benet XIV en 1746.
Morí en llaor de santedat el dia que feia 52 anys, en 1690, ja que s'encomanà de còlera quan atenia malalts que l'havien contret durant l'epidèmia que hi hagué a la ciutat. Aviat se li atribuïren miracles. En 1773 se n'incoà el procés de beatificació, però la mort del postulador l'interrompé i no fou reprès fins al segle XX: en 2008 s'aprovà el procés diocesà. Fou finalment beatificat el 7 d'abril de 2013 a la Catedral de Còrdova: fou la primera beatificació del papat de Francesc, presidida pel cardenal Angelo Amato.